# BBC 5005–5007
Die elektrischen Tagebaulokomotiven BBC 5005–5007 wurden bei BBC 1924 in drei Exemplaren mit den Fabriknummern 5005–5007 gefertigt, der Mechanikhersteller ist nicht bekannt.
Sie wurden von der Braunkohlen- und Brikett-Industrie AG in Heidelberg für die Gewerkschaft Gustav in Dettingen am Main bestellt und 1924 dorthin ausgeliefert. In den 1930er Jahren gelangten sie in das Rheinische Braunkohlerevier an unterschiedliche Standorte; nach dem Zweiten Weltkrieg wurden sie als Rheinbraun 205, 1020, 1080 bezeichnet und waren bis Mitte der 1960er Jahre im Einsatz. Danach wurden sie ausgemustert und verschrottet.

## Geschichte

### Gewerkschaft Gustav, Dettingen
Über die Einsätze bei der Gewerkschaft Gustav sind keine Informationen vorhanden. Der Tagebaubetrieb endete bereits 1925. Genau wie die hierher gelieferten Roddergrube 43...59 wurden die Lokomotiven nach dem Ende der Tagebauaktivitäten zum Rheinischen Braunkohlerevier weitergegeben.

### Rheinbraun 205, 1020, 1080
Die Lokomotiven gingen bei Rheinbraun an unterschiedliche Standorte. Zur Gewerkschaft Roddergrube kam die Lokomotive BBC 5005 und erhielt dort die Betriebsnummer 41, sie wurde später zur Rheinbraun 1080. Ebenfalls an die Roddergrube mit der Betriebsnummer 42 ging die BBC 5007, sie wurde später zur Rheinbraun 1020. Die erste Stationierung der BBC 5006 ist nicht bekannt, sie wurde später in Rheinbraun 205 umgezeichnet. Mitte der 1960er Jahre haben die Lokomotiven den Dienst quittiert. Die letzte Lokomotive im Betrieb war die Lokomotive BBC 5006 (Rheinbraun 205), sie wurde Anfang 1966 ausgemustert.

## Technik
Die Lokomotiven waren zweiachsige Tagebaulokomotiven mit tief liegendem Führerhaus und zwei Vorbauten. Sie waren in der Höhe sehr gedrungen. Der mechanische Teil war eine Nietkonstruktion mit Mittelpufferkupplungen.
Die Antriebsmotoren in Tatzlagerbauart waren fremdbelüftet.
Die elektrische Gleichstrom-Ausrüstung stammte von BBC. Der Fahrstrom wurde von der Fahrleitung über den zentral gelegenen Nockenfahrschalter mit der Widerstandssteuerung auf die Fahrmotoren geschaltet. Die Motoren waren als Reihenschlussmaschinen ausgeführt. Die Lokomotiven waren für 1000 V Gleichspannung konstruiert, später wurden sie auf den Betrieb mit 1200 V Gleichspannung umgebaut.